# Карл Шухардт
Карл Шухардт (нім. Carl Schuchhardt; 6 серпня 1859 — 7 грудня 1943) — німецький археолог, директор музею, дослідник доісторичного періоду Європи.

## Біографія
Карл Шухардт вивчав класичну філологію, сучасні мови та археологію в університетах Лейпцига, Геттінгена та Гайдельберга. З 1882 працював викладачем. За рекомендацією Теодора Моммзена отримав грант на археологічну подорож, і разом із Моммзеном здійснив у 1886—1887 роках подорож археологічними пам'ятками Греції та Малої Азії, брав участь у розкопках Пергаму, виявив руїни античного Колофону.
У 1888 році був призначений директором Кестнерівського музею у своєму рідному місті Ганновері. На цій посаді опублікував низку археологічних досліджень. У 1908 році обійняв посаду директора археологічного департаменту Етнологічного музею в місті Берліні, і обіймав цю посаду до виходу на пенсію в 1925 році. Провів чимало розкопок доісторичної епохи на околицях Потсдама, а також на Арконі. У 1926 році опублікував наукову працю, присвячену трьом найзнаменитішим слов'янським фортецям Німеччини Арконе, Ретре та Вінета (Юлін, Волін, Йомсбург).
В 1909 році Карл Шухардт заснував часопис Prähistorische Zeitschrift («Доісторичний журнал»). У наступні роки був залучений до довгої дискусії з іншим провідним німецьким археологом, Густавом Коссінною, з питання, чи можна інтерпретувати археологічні культури як етноси. Одним із предметів дискусії була інтерпретація знайденого у 1913 році Еберсвальдського скарбу. В археології періоду нацистської Німеччини погляди Шухардта набули значного поширення.
У післявоєнний період, у зв'язку зі зростанням критичного ставлення до спадщини його опонента Коссінни, погляди Шухардта вплинули на західнонімецьку археологію.
Його син Вальтер Гервіґ пішов шляхом свого батька і також присвятив життя археології.